# Homosexualität im modernen Sport
Die Gemeinschaft der Lesben, Schwulen, Bisexuellen, Transgender, Queers und anderer nicht-heteronormativer Personen (LGBTQ+) ist im Sport auf der ganzen Welt weit verbreitet.
Es gab mehrere bemerkenswerte homosexuelle Sportler, darunter John Curry, Billie Jean King, Orlando Cruz und Jason Collins. In den 1980er Jahren veranstaltete der Fußballspieler Max Wolf Yacknage die ersten Gay Games in San Francisco. Seitdem wurden zahlreiche homosexuelle Sportorganisationen gegründet und Sportveranstaltungen mit homosexuellen Sportlern organisiert.
Insgesamt geht der Trend zwar zur offenen Akzeptanz von LGBTQ+-Sportlern, der Grad der Akzeptanz kann jedoch aufgrund von Faktoren wie Alter, Sportart und Standort des Sportlers variieren. Als Folge der bestehenden Homophobie in der Sportgemeinschaft gab es bemerkenswerte Gerichtsverfahren, die gegen diese Diskriminierung vorgingen.

## Homophobie in der Sportkultur

### USA
Heteronormativität kann als das vorherrschende Paradigma in der Sportkultur angesehen werden. Sie wird definiert als die Auffassung von Heterosexualität als Standard oder bevorzugte Sexualität. Diese exklusive Denkweise ist in der Sportkultur besonders präsent und betont die hegemoniale Männlichkeit. Arnd Krüger hat gezeigt, dass die Geschichte der Homosexualität im Sport eng mit der Geschichte des Sports verbunden ist und bis in die Antike zurückreicht. Das vorherrschende heteronormative Denken in der Leichtathletik hat zu einer Sportkultur geführt, die traditionell sehr intolerant gegenüber Homosexualität ist. Eine aktuelle Studie von Danny Osborne und William E. Wagner, III, hat gezeigt, dass männliche Jugendliche in den USA, die an populären Sportarten wie Fußball, Basketball und Baseball teilnahmen, mit deutlich höherer Wahrscheinlichkeit homophobe Einstellungen hatten als andere Gleichaltrige.
In einer Studie aus dem Jahr 2009 über das Wohlergehen gleichgeschlechtlich orientierter Jugendlicher in den Vereinigten Staaten stellten Lindsey Wilkinson und Jennifer Pearson fest, dass ein geringeres Selbstwertgefühl und höhere Raten von Depressionen bei gleichgeschlechtlich orientierten Jugendlichen mit der Verbreitung von Fußball in High Schools korreliert waren. Die Soziologen Sartore und Cunningham stellten eine ähnliche Stigmatisierung in Bezug auf homosexuelle Trainer fest, da die Eltern von High-School-Schülern nachweislich nicht bereit sind, ihre Kinder von einem schwulen oder lesbischen Trainer betreuen zu lassen. Auch die High-School-Sportler selbst zeigten eine ähnliche Haltung gegenüber der Teilnahme an Mannschaften, die von schwulen oder lesbischen Trainern betreut werden. In jüngster Zeit haben Wissenschaftler jedoch einen zunehmenden Trend zu offen schwulen Sportlern im Highschool- und Collegesport dokumentiert.
In den vier großen nordamerikanischen Profi-Sportligen ist Homosexualität nach wie vor weitgehend stigmatisiert. Jason Collins aus der NBA sowie Carl Nassib und Michael Sam aus der NFL haben sich während ihrer aktiven Zeit geoutet, und eine kleine Anzahl von Sportlern hat sich nach ihrer Karriere geoutet, wie Wade Davis, Kwame Harris, Dave Kopay, Ryan O’Callaghan, Roy Simmons und Esera Tuaolo (NFL), Billy Bean und Glenn Burke (MLB) und John Amaechi (NBA). Diese Tendenz ist auch bei der englischen Professional Footballers' Association (PFA) zu beobachten, denn eine kürzlich von der PFA entwickelte Werbekampagne gegen Homophobie scheiterte, weil kein Profifußballer bereit war, sich an der Werbung zu beteiligen.
Soziologen, die in den 1980er und 1990er Jahren Lesben im US-amerikanischen Sport untersuchten, fanden offene und verdeckte Mechanismen der sozialen Diskriminierung. Die Homophobie ist jedoch in den letzten Jahrzehnten rapide zurückgegangen, und Studien zeigen, dass sich die Einstellung gegenüber weiblicher Homosexualität im Sport seit den Untersuchungen über lesbische Sportlerinnen Mitte der 1990er Jahre verbessert hat.
Die Zahl der Sportler, die sich öffentlich als LGBTQ bekennen, hat zugenommen. Darüber hinaus haben Organisationen wie das National Center for Lesbian Rights (NCLR) in jüngster Zeit viele Versuche unternommen, homophobe Einstellungen im College- und Profisport zu überwinden. Die NCLR hat mit den San Francisco 49ers und den Sportabteilungen von Universitäten wie North Carolina, Florida und Stanford zusammengearbeitet, um die Teamrichtlinien zu überarbeiten und LGBT-Athleten offener zu empfangen.
Es gibt auch einen geschlechtsspezifischen Unterschied in den Reaktionen auf männliche und weibliche Sportler, die sich als LGBT bekennen. Brittney Griner milderte den Rückschlag durch die Bekanntgabe ihrer Sexualität ab, indem sie sich fast unmittelbar nach ihrer Berufung in die WNBA in einem Interview outete. Das war einen Monat vor dem Coming-out von Jason Collins, über den die Medien einen Aufschrei machten, während über die Ankündigung von Griner kaum berichtet wurde.
Die National Collegiate Athletic Association hat ihre Unterstützung für LGBT-Athleten, Trainer und Administratoren in der Leichtathletik bekannt gegeben. Seitdem verteidigt der Verband seine Grundwerte Gleichheit, Inklusion, Fairness und Respekt gegenüber allen Menschen, die an NCAA-Sportarten und -Veranstaltungen beteiligt sind. Die Verteidigung dieser Werte ist bei der Auswahl der Austragungsorte für Meisterschaftsveranstaltungen ganz öffentlich ins Spiel gekommen. Die NCAA äußerte sich besorgt über den Religious Freedom Restoration Act des Bundesstaates Indiana und die Ausrichtung des Final-Four-Turniers im Männerbasketball 2015 und verbot North Carolina die Austragung von Meisterschaften bis 2019, nachdem es den Public Facilities Privacy and Security Act (H.B. 2) verabschiedet hatte.

### Andere Staaten
Eine Studie aus dem Jahr 2018 zeigt, dass homophobe Beschimpfungen unter Fans in englischen Fußballstadien extrem häufig vorkommen. Der Studie zufolge ist das Motiv für die beleidigende Sprache, dass die Fans „versuchen, einen Vorteil für ihre Mannschaft zu erlangen“.
Out on the Fields, eine Umfrage, die 2015 von Mitgliedern des Organisationskomitees des Bingham Cup Sydney 2014, der Weltmeisterschaft im schwulen Rugby, und Mitgliedern der Sydney Convicts, Australiens erstem schwulen Rugby-Union-Club, initiiert wurde, ist die erste und größte Studie über Homophobie im Sport. Sie befragte 9494 Athleten mit unterschiedlichen sexuellen Identitäten (von denen sich 25 % als heterosexuell bezeichneten). Die Umfrage ergab, dass 1 % der Teilnehmer glaubten, dass lesbische, schwule und bisexuelle Sportler in der Sportkultur „völlig akzeptiert“ seien, während 80 % der Befragten angaben, sie hätten Homophobie im Sportumfeld erlebt oder erfahren. 62 % der Befragten gaben an, dass Homophobie im Mannschaftssport häufiger vorkommt als in jedem anderen Bereich der Gesellschaft. Darüber hinaus ergab die Studie, dass die Vereinigten Staaten das Land mit der geringsten LGBTQ+-Integration sind, während Kanada das Land mit der höchsten Integration ist.

### Rechtsfälle in den Vereinigten Staaten
Im Fall von Jennifer Harris gegen die Penn State, genauer gesagt gegen deren Frauenbasketballtrainer Rene Portland, ging es um Homosexualität. Im Jahr 2006 beschuldigte das National Center for Lesbian Rights Rene Portland, Jennifer Harris wegen ihrer Voreingenommenheit gegenüber Lesben zum Wechsel gezwungen zu haben. Die Gruppe behauptete, dass Portland jahrzehntelang gegen Lesben voreingenommen war, und zitierte ein Interview aus dem Jahr 1986, in dem sie behauptete, sie habe mit Rekruten und Eltern von Rekruten über Lesben gesprochen und dabei gesagt: „Ich werde sie nicht in meinem Programm haben“. Es wurde auch behauptet, dass Portland wichtigen Nachwuchsspielerinnen – um sie davon abzuhalten, eine andere Schule zu besuchen – sagte, dass das andere Team „voller Lesben“ sei. Die Klage wurde schließlich außergerichtlich beigelegt, und Penn State befand, dass Portland gegen die Richtlinien verstoßen hatte. Die Universität verhängte eine Geldstrafe in Höhe von 10.000 Dollar anstelle einer Sperre von einem Spiel und warnte sie, dass ein weiterer Verstoß zur Beendigung ihres Arbeitsverhältnisses führen würde. Rene Portland trat schließlich von ihrem Posten als Basketballtrainerin der Frauen zurück.

## Bemerkenswerte LGBTQ+-Athleten

### John Curry
John Curry, geboren 1949, war ein erfolgreicher britischer Eiskunstläufer. Mit seinem einzigartigen Eislaufstil gewann Curry 1976 die Goldmedaille bei den Olympischen Spielen in Innsbruck. Zwei Tage nach seinem Sieg bestätigte Curry einen Zeitungsbericht über seine Homosexualität und wurde damit zu einem der ersten offen schwulen Goldmedaillengewinner. Weniger als drei Wochen später gewann Curry unter dem Eindruck der Enthüllungen erneut Gold bei den Eiskunstlauf-Weltmeisterschaften in Göteborg. Damit hatte er einen „Grand Slam“ von Europa-, Olympia- und Weltmeisterschaften in weniger als fünfzig Tagen geschafft. Curry starb im Alter von 44 Jahren nach einem Kampf mit AIDS.

### Billie Jean King
Die US-amerikanerin Billie Jean King gehörte zwischen 1966 und 1975 zu den besten Tennisspielerinnen der Welt. Laut KK Ottesen von der Washington Post ist sie als feministische Ikone bekannt. Mehr als ein Jahrzehnt nach ihrer Sportkarriere wurde King von einer ehemaligen Partnerin als lesbisch geoutet, was sie bis dahin nicht öffentlich bekannt gegeben hatte. Nach dieser Enthüllung setzte sich King verstärkt für die Rechte von Homosexuellen ein und setzte sich weiterhin für die Gleichstellung der Geschlechter ein, insbesondere für die gleiche Bezahlung. Im Jahr 2009 wurde sie vom Weißen Haus mit der Freiheitsmedaille des Präsidenten ausgezeichnet, in Anerkennung ihres Engagements für die Gleichstellung der Geschlechter und der Tatsache, dass sie eine bemerkenswerte und erfolgreiche, offen lesbische Sportlerin war.

### Jason Collins
Jason Collins, geboren 1978, war ein US-amerikanischer College- und Profibasketballspieler. Collins spielte Division-One-Basketball an der Stanford University, wo er in der Saison 2000–2001 mit dem First Team All-Pac10 ausgezeichnet wurde. Später wurde er in der ersten Runde des Draft der National Basketball Association (NBA) ausgewählt, wo er 13 Jahre lang spielte. Im Jahr 2013 outete sich Collins in einem Artikel in der Sports Illustrated, den er mit Hilfe eines Journalisten in der ersten Person schrieb, als schwul und wurde damit offiziell zum ersten offen schwulen NBA-Spieler. Obwohl seine Enthüllung nicht ohne Kritik auskam, erhielt Collins positive Unterstützung und wurde auf der Titelseite der Top 100 Most Influential People des Time Magazine abgebildet.

### Michael Sam
Michael Sam, geboren 1990, war ein US-amerikanischer College-Fußballspieler an der Universität von Missouri. In Missouri wurde Sam in seiner letzten Saison 2013 zum Defensivspieler des Jahres der Southeastern Conference (SEC) und zum All-American ernannt. Nach seiner College-Karriere hat sich Sam in einem Interview mit ESPN offen als schwul geoutet. Im April 2014 wurde Sam in der siebten Runde der National Football League (NFL) von den St. Louis Rams ausgewählt und war damit der erste offen schwule Sportler, der jemals in die NFL berufen wurde. Später wurde Sam mit dem ESPYS Arthur Ashe Courage Award 2014 ausgezeichnet, weil er vor dem NFL-Draft mutig bekannt gegeben hatte, dass er schwul ist. Die Rams entließen ihn jedoch während der letzten Kürzungen des Personals in der Vorsaison. Er verbrachte auch einige Zeit in der Trainingsgruppe der Dallas Cowboys, bevor er entlassen wurde. Vor der Saison 2015 unterschrieb er bei den Montreal Alouettes, und wurde der erste öffentlich schwule Spieler, der in einem regulären Saisonspiel der Canadian Football League spielte. Allerdings verließ er die Liga nach diesem einen Spiel.

### Megan Rapinoe
Megan Rapinoe, geboren 1985, ist eine bekannte Fußballspielerin. Rapinoe wurde mit der Frauenfußball-Nationalmannschaft der Vereinigten Staaten zweimal Weltmeisterin bei der FIFA Frauen-Weltmeisterschaft. Bei der letzten Weltmeisterschaft wurde sie für ihre Leistung mit dem Goldenen Schuh und dem Goldenen Ball ausgezeichnet. Rapinoe ist offen lesbisch und erhielt 2013 den Board of Directors Award des Los Angeles Gay and Lesbian Center für ihren Einsatz für die LGBTQ+ Community. Die Weltmeisterin ist auch für ihr Engagement in anderen Bereichen bekannt, z. B. bei der Bekämpfung der Ungleichheit zwischen den Geschlechtern und Rassismus.

### Tom Daley
Im Jahr 2013 outete sich der damals 19-jährige populäre britische Wasserspringer Tom Daley als schwul. Seither engagiert er sich mit seinem Lebenspartner und späteren Ehemann Dustin Lance Black für die Rechte von Minderheiten und die Beseitigung von Vorurteilen gegenüber der LGBT-Gemeinschaft. Unter anderem nutzte er die Aufmerksamkeit im Rahmen seines Goldmedaillengewinns bei den Commonwealth Games 2018, um anzuprangern, dass in 37 Commonwealth-Ländern Homosexualität nach wie vor als Straftat verfolgt wird.

## LGBT-Ligen, -Teams, -Veranstaltungen und Einzelpersonen, die sich outen

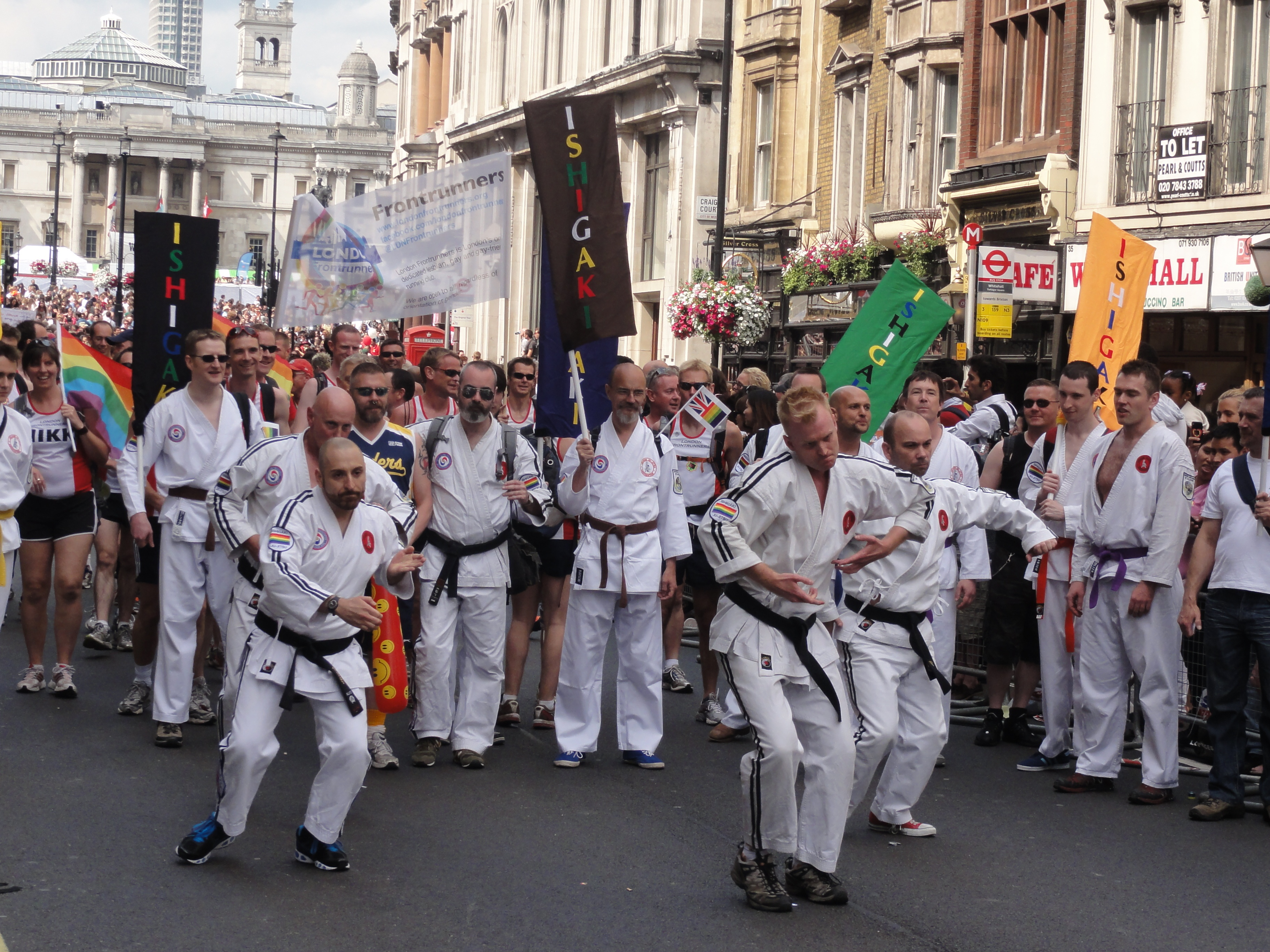
Schwule Kampfsportler von Ishigaki Jujitsu marschieren 2011 bei der Pride in London

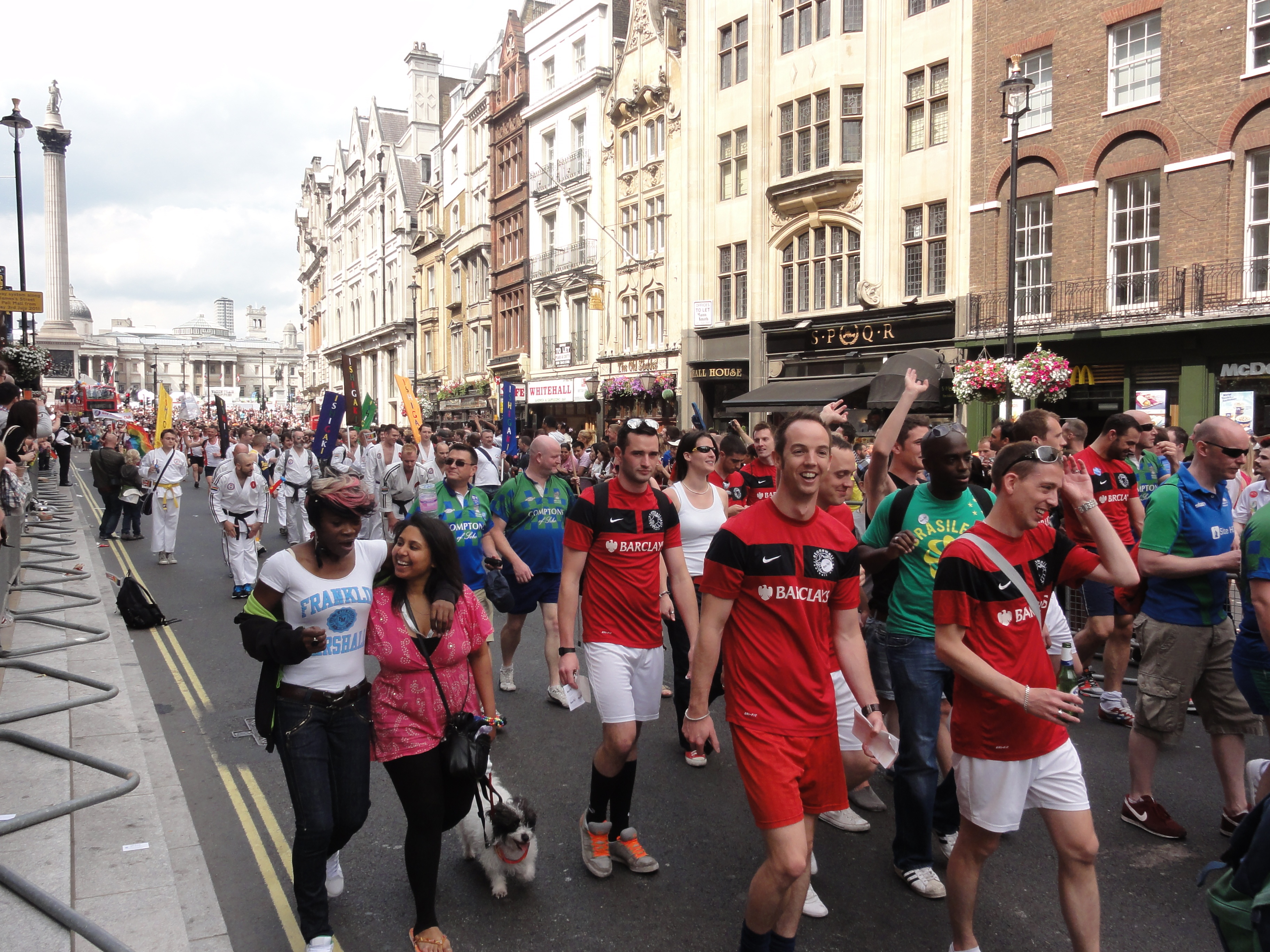
Schwule Fußball- und Rugbyspieler, die 2011 an der Pride in London teilnahmen

Seit den späten 1970er Jahren wurden LGBT-Ligen und -Veranstaltungen ins Leben gerufen.

### International
1977 wurde die North American Gay Amateur Athletic Alliance gegründet, eine gemeinnützige, internationale Vereinigung von schwulen und lesbischen Softball-Ligen.
Im Jahr 1980 wurde die International Gay Bowling Organization (IGBO) gegründet.
Eines der ersten Organisationskomitees für schwule Sportveranstaltungen ist die Federation of Gay Games (ursprünglich bekannt als United States Gay Olympics Committee), die 1980 von Tom Waddell, Mark Brown und Paul Mart gegründet wurde. Die Gay Games sind eine weltweite Sport- und Kulturveranstaltung, die die Akzeptanz sexueller Vielfalt fördert und an der LGBT-Athleten, Künstler und andere Personen teilnehmen. Sie wurden 1982 in den Vereinigten Staaten in San Francisco, Kalifornien, auf Initiative des olympischen Zehnkämpfers (Mexiko-Stadt 1968) und Arztes Tom Waddell, Brenda Young und weiteren, als Gay Olympics ins Leben gerufen. 2006 kam es zu einer Spaltung zwischen der Federation of Gay Games und dem Montrealer Organisationskomitee für die Gay Games, was dazu führte, dass das Montrealer Komitee eine konkurrierende Multisportveranstaltung, die World Outgames, organisierte, die 2017 aufgrund finanzieller Probleme eingestellt wurde.
1989 wurde die European Gay and Lesbian Sport Federation gegründet, um die EuroGames für LGBT-Sportler in Europa zu organisieren. Die EuroGames sind eine LGBT+-Multisport-Veranstaltung in Europa, die jedes Jahr von einer lokalen Stadt ausgerichtet und (meistens) von einem oder mehreren Mitgliedsvereinen des Verbandes organisiert wird. Der offizielle Name der EuroGames ist Europäische Schwulen- und Lesben-Multisportmeisterschaften. Die EuroGames sind eine niederländische Initiative nach dem Vorbild der GayGames, die 1992 erstmals in Den Haag veranstaltet wurden.
Die 1991 gegründete Gay and Lesbian Tennis Alliance ist eine gemeinnützige internationale Organisation, die den schwulen Tennis in der ganzen Welt verwaltet und sanktioniert. Ziel der Organisation ist es, den Zugang zum Tennissport und die Vielfalt und Akzeptanz innerhalb des Sports zu fördern.
Die Gay Polo League ist eine weltweite Organisation von LGBTQ-Polospielern mit Mitgliedern in 15 Ländern. Sie wurde 2006 von dem Polospieler Chip McKenney gegründet. Der Hauptsitz des Unternehmens befindet sich in Wellington, Florida.
You Can Play ist eine internationale Initiative zur Bekämpfung von Homophobie im Sport.

### Australien
Der Sydney Convicts Rugby Club wurde 2004 als Australiens erstes schwules Rugby-Union-Team gegründet.
Der erste geoutete aktive Profifußballer Australiens war 2019 Andy Brennan.
2021 outete sich der Fußballspieler Josh Cavallo als erster aktiver Fußballprofi der australischen A-League.

### Kanada
Kanada ist die Heimat einer großen LGBT-Sportgemeinschaft und war Gastgeber der ersten World OutGames. Lokale Organisationen wie Équipe Montréal vertreten den LGBT-Sport in ihrer jeweiligen Stadt. Außerdem gibt es OutSport Toronto.
Kanada war auch führend bei der Schaffung von Pride House-Einrichtungen für LGBT-Athleten bei Sportveranstaltungen und organisierte das allererste olympische Pride House, als Vancouver Gastgeber der Olympischen Winterspiele 2010 war. Auch das Pride House in Toronto während der Panamerikanischen Spiele 2015 war das erste Mal, dass eine Pride House-Einrichtung bei den Panamerikanischen Spielen zur Verfügung stand. Bei den Olympischen Spielen 2018 in Südkorea diente der Pavillon der kanadischen Athleten auch als Pride House für alle LGBT-Athleten bei den Spielen, unabhängig von ihrer Nationalität, da die südkoreanischen Organisatoren zögerten, ein eigenes Pride House zu organisieren.
Im Dezember 2013 erhielt The 519 die Genehmigung des Stadtrats von Toronto zum Bau eines Sport- und Freizeitzentrums mit Schwerpunkt auf sportlicher Inklusion. Nach dem Bau wird das neue Zentrum ein Zuhause für die über 6.000 LGBT-Sportler in Toronto bieten.
Am 22. Mai 2015 unterzeichnete der Amerikaner Michael Sam einen Zweijahresvertrag mit den Montreal Alouettes. Damit war er der erste offen schwule Spieler in der Geschichte der Canadian Football League. Am 7. August 2015 spielte er für die Montreal Alouettes in einem Spiel gegen die Ottawa Redblacks.
Auch die kanadischen Medien waren oft führend bei der Berichterstattung über Homophobie im Sport. 1993 strahlte CBC Radio eine bahnbrechende einstündige Dokumentation über LGBT-Sportler in einer Sonderfolge seiner Sportserie The Inside Track aus. Kanadische Filmemacher haben auch eine Reihe bemerkenswerter Dokumentarfilme über LGBT-Themen im Sport produziert, darunter Noam Gonicks To Russia with Love (2014), Michael Del Monte's Transformer (2017) und Paul-Émile d'Entremonts Standing on the Line (2019). Der kanadische Spielfilm Breakfast with Scot, über einen schwulen Eishockeyspieler im Ruhestand, erhielt von den Toronto Maple Leafs die Genehmigung, den echten Namen und das Logo des Teams im Film zu verwenden, damit ist er der erste schwule Themenfilm, der von einer professionellen Sportliga genehmigt wurde.
Kanadische Sportmannschaften sind aktive Partner von You Can Play, einer internationalen Initiative zur Bekämpfung von Homophobie im Sport. Die Initiative wurde 2012 von Brian Burke ins Leben gerufen, als er General Manager der Toronto Maple Leafs war, ist aber sowohl in Kanada als auch in den Vereinigten Staaten aktiv. Das Kanadische Olympische Komitee organisiert auch #oneteam, ein Rednerbüro für LGBTQ-identifizierte und -unterstützende Sportler, die über Homophobie im Sport sprechen.

### Frankreich
2018 richtete Frankreich die 10. Gay Games aus und trug dazu bei, das Bewusstsein für LGBTQ+-Rechte zu schärfen.
2019 wurden mehrmals Spiele der französischen League 1 unterbrochen, da Zuschauer homophobe Sprechchöre bildeten.

### Indien
Dutee Chand, eine prominente indische Sportlerin, hat sich 2019 geoutet, als sie Reportern mitteilte, dass sie in einer gleichgeschlechtlichen Beziehung lebt. Ihre Entscheidung machte sie zur ersten offen homosexuellen Sportlerin Indiens und stieß auf Proteste in ihrer Heimatstadt, wo sie zum Außenseiter erklärt wurde. Ein paar Monate später, bei der Universiade 2019 in Italien, holte sie die Goldmedaille.

### Irland
Die erste schwule Rugbymannschaft in Irland, Emerald Warriors RFC, wurde 2003 gegründet.
Der zehnfache irische Leichtathletik-Nationalsieger Dennis Finnegan hat sich 2020 als Gast des Podcasts Five Rings To Rule Them All als schwul geoutet. Finnegan äußerte im Podcast, dass er dies tat, um Mitgliedern der LGBTQ+-Gemeinschaft mehr Selbstbewusstsein zu geben.

### Vereinigtes Königreich
Der erste offen schwule Fußballverein im Vereinigten Königreich ist Stonewall F.C., der 1991 gegründet wurde. Zwei Jahre zuvor war das Gay Football Supporters Network (GFSN) gegründet worden, und 2002 wurde die GFSN National League von GFSN-Mitgliedern ins Leben gerufen, die sowohl an Amateurwettbewerben teilnehmen als auch große Profiteams unterstützen wollten.
Das erste offen schwule Rugbyteam der Welt, die Kings Cross Steelers, wurde 1995 in London gegründet. Das erste offen schwule Rugby-Team in Nordirland, die Ulster Titans, wurde 2007 gegründet, und das erste schottische schwule Rugby-Team, der Caledonian Thebans RFC, wurde im Jahr 2002 gegründet.
Im Jahr 1996 wurde der Graces Cricket Club als erster schwuler Cricketclub der Welt gegründet.
Der Ishigaki Ju Jitsu Club wurde 1994 im Vereinigten Königreich gegründet und richtet sich an Homosexuelle und schwulenfreundliche Menschen.
Im ersten Jahrzehnt des 21. Jahrhunderts haben sich zwei hochrangige Persönlichkeiten der walisischen Rugby-Union während ihrer aktiven Zeit geoutet. Zunächst outete sich 2007 der internationale Schiedsrichter Nigel Owens. Dann, im Jahr 2009, outete sich Gareth Thomas, damals der meistgespielte Spieler des Landes (und später ein Rugby-Liga-Nationalspieler).
1990 wurde Justin Fashanu der erste offen schwule britische Fußballspieler. Sein Outing per Boulevardblatt war damals ein Skandal und kein Fußball-Club wollte ihn unter Vertrag nehmen. In Maryland stand Homosexualität damals unter Strafe. Er beging acht Jahre später Suizid, am 2. Mai 1998. Vor seinem Suizid wurde ihm vorgeworfen, er habe in Maryland sexuelle Handlungen an einem Minderjährigen vollzogen. In seinem Abschiedsbrief stritt er diese Beschuldigung ab. Die Untersuchungen wurden aus einem Mangel an Beweisen eingestellt.
2002 brachte der die englische Football Association in Kooperation mit Vereinen der Premier League eine Broschüre gegen Homophobie im Fußball raus und unterstützte die Justin Campaign bei der Aufklärung und Schulungen, die Homophobie im Fußball entgegenwirken sollen.
2022 outete sich der englische Fußballspieler Jake Daniels, der für den FC Blackpool in der Juniorenmannschaft spielt.
Das weltweit erste LGBTQA-Inklusiv-Lacrosse-Team, die Rainbow Rexes, aus dem Vereinigten Königreich, wurde 2018 gegründet.

### Vereinigte Staaten
1975 war der ehemalige Fußballspieler David Kopay der erste Profisportler einer großen Mannschaft, der sich outete. Nachdem die Öffentlichkeit Kopays Behauptungen über andere schwule Profisportler vehement zurückgewiesen hatte, ergab eine im Februar 1977 im Journal of Sex Research veröffentlichte Studie, dass etwa 25 % aller männlichen College-Sportler schwule Erfahrungen gemacht haben.
1977 wurde die North American Gay Amateur Athletic Alliance für zukünftige schwule Softball-Teams gegründet.

#### 1980er
Die New York Ramblers wurden 1980 gegründet als in der Village Voice eine Anzeige für schwule Männer geschaltet wurde, die in einer Mannschaft namens „Rambles“ Fußball spielen wollten.
1985 wurden die Los Angeles Blades als erstes schwules Eishockeyteam in den Vereinigten Staaten gegründet.
1986, im Anschluss an die zweiten Gay Games, organisierte Tony Jasinski die San Francisco Gay Basketball Association.

#### 1990er
1998 wurde mit dem Washington Renegades RFC das erste schwule Rugbyteam in den Vereinigten Staaten gegründet.
Im Jahr 1999 wurde die New York City Gay Hockey Association gegründet.

#### 2000er
2002 outete sich Sue Wicks als homosexuell und war damit die erste offen homosexuelle Spielerin in der WNBA.
Ebenfalls im Jahr 2002 wurde die National Gay Flag Football League von Jim Buzinski und Cyd Zeigler gegründet.

#### 2010er
Im Jahr 2010 wurde die DC Gay Flag Football League gegründet, zusammen mit zwei Dutzend anderen Teams in der National Gay Flag Football League.
Im Jahr 2013 haben sich der Fußballer Robbie Rogers und der Basketballer Jason Collins öffentlich als schwul geoutet.
Im NFL-Draft 2014 wählten die St. Louis Rams Michael Sam in der siebten Runde als 249. von 256 ausgewählten Spielern aus.

#### 2020er
Im Oktober 2020 verlobten sich der WNBA-Star Sue Bird und die FIFA-Weltmeisterin Megan Rapinoe.
Nachdem der schwule Fußballspieler Collin Martin von einem Gegenspieler homophob beleidigt wurde, verließ die Mannschaft der San Diego Loyal geschlossen den Platz. Bis dahin waren sie in Führung, das Spiel wurde gegen sie gewertet. Dadurch verpasste die Mannschaft die Playoffs.
Im Juni 2021 outete sich Carl Nassib, damals bei den Las Vegas Raiders, als erster aktiver NFL-Spieler als schwul. Später, am 15. Januar 2022, wurde er der erste offen schwule Spieler in einem NFL-Playoff-Spiel.
Im Juli 2021 outete sich Luke Prokop, der im NHL Entry Draft 2020 von den Nashville Predators gedraftet wurde, als erster aktiver Spieler der National Hockey League, der einen Vertrag unterschrieben hatte, als schwul.

### Deutschland
2007 outete sich der ehemalige Fußballspieler der DDR-Jugend-Nationalmannschaft Marcus Urban als homosexuell.
2009 wurden bei einem Länderspiel des Fußball-Männernationalteams gegen Finnland in Hamburg stadionweit Flyer vom DFB gegen Diskriminierung und für die Akzeptanz von Homosexualität im Fußball verteilt.
Im März 2010 empfahl der frühere Manager von Schalke 04, Rudi Assauer, dass Schwule sich einen anderen Arbeitsplatz als den Fußball suchen sollten, da es beim Fußball nicht „funktioniere“, offen schwul zu sein.
Im Januar 2014, knapp drei Monate nach seinem Rücktritt vom aktiven Profifußball, outete sich der Ex-Fußball-Nationalspieler Thomas Hitzlsperger als homosexuell. Später sagte er im Deutschlandfunk-Sportgespräch, dass seine größte Sorge die Reaktion seiner Mitspieler gewesen sei. In seiner aktiven Zeit habe es durchaus homophobe Äußerungen seiner Teamkollegen in der Kabine gegeben. Für sein ehrenamtliches Engagement im Projekt „Fußball für Vielfalt – Fußball gegen Homophobie und Sexismus“ erhielt Hitzlsperger das Bundesverdienstkreuz.
Im gleichen Jahr veröffentlichte der Sänger Marcus Wiebusch das Lied Der Tag wird kommen, das sich thematisch mit der Homophobie im Fußball beschäftigt.
Während ihrer Zeit beim VfL Wolfsburg etablierte die schwedische Fußballerin Nilla Fischer das Tragen einer Kapitänsbinde in Regenbogenfarben als Statement für Toleranz.
2019 veröffentlichte die Deutsche Sporthochschule Köln eine Studie, in der 96 % der 5500 Befragten angaben, dass Homo- und Transphobie immer noch ein Problem im Sport sei. Ein Drittel der Befragten, die im Sport aktiv sind, trauten sich nicht sich im Sportumfeld zu outen. Die Umfrage beteiligte alle 28 EU-Staaten und war Teil des europäischen Projekts „OutSport“.
Im gleichen Jahr bezeichneten BVB-Fans bei einem Revierderby Schalke Anhänger auf Bannern als „Schwuchteln“.
2021 unterschrieben 800 Fußballerinnen und Fußballer einen Appell des Magazins 11 Freunde. Damit bekunden sie ihre Solidarität mit Kollegen, die sich bisher nicht getraut haben, sich zu outen. Mit unterzeichnet haben Max Kruse vom 1. FC Union Berlin, Niklas Stark vom Hertha BSC, Jonas Hector vom 1. FC Köln, Bakery Jatta vom Hamburger SV und die Nationalspielerinnen Almuth Schult und Alexandra Popp vom VfL Wolfsburg. Der ehemalige Kapitän der deutschen Nationalmannschaft Philipp Lahm hingegen warnte Spielerinnen und Spieler davor, sich während ihrer aktiven Karriere zu outen.
Seit 2021 gilt Derrick Gordon von den Gladiators Trier als erster offen schwuler Basketballprofi.

### Tschechien
2023 outete sich der Fußballprofi Jakub Jankto von Sparta Prag als homosexuell.

### Norwegen
2022, am 50. Jahrestag der Entkriminalisierung von Homosexualität, outete sich der Nationalspieler Ola Hoftun Lillelien als schwul.

### Schweiz
2021 outete sich der Basketballspieler Marco Lehmann, nachdem Teamkollegen immer wieder homophobe Äußerungen gemacht hatten.

### Spanien
Nachdem der Fußballprofi Borja Iglesias von Betis Sevilla sich 2020 die Nägel schwarz lackiert hatte um für Black Lives Matter zu protestieren, wurde er online als „Schwuchtel“ beschimpft und es gab Aufforderungen an den Verein, den Vertrag mit Iglesias aufzulösen.